# フェリペ・トレヴィザン・マルティンス
フェリペことフェリペ・トレヴィザン・マルティンス（Felipe Trevizan Martins，1987年5月15日 - ）は、ブラジル・サンパウロ州出身のサッカー選手。ボルスポル所属。ポジションはディフェンダー。

## 経歴
2009年8月28日、コリチーバFCからジュピラー・プロ・リーグのスタンダール・リエージュに120万ユーロで移籍した。
2012年6月20日にはブンデスリーガのハノーファー96に移籍。
2015-16シーズンにはチームは2部に降格。清武弘嗣、ツィーラー、メブリュト・エルディンチら主力がチームを去るが、自身は出場機会が少ないながらも残留した。